# Lorenzo Fernando González
Lorenzo Fernando González (Santa Fe, Argentina; 5 de octubre de 1995) es un futbolista argentino. Juega como mediocampista por izquierda, aunque también puede desempeñarse como mediocampista central, y su actual equipo es El Expreso de El Trébol de la Liga Departamental San Martín.

## Trayectoria
Hizo inferiores en Unión de Santa Fe hasta llegar a integrar el equipo de Reserva. A principios de 2017 fue convocado por el entrenador Juan Pablo Pumpido para realizar la pretemporada con el plantel profesional.
Tras ser dejado libre por Unión, a mediados de 2018 se incorporó a Atlético Paraná, donde tuvo su debut profesional en el Torneo Federal A. Lamentablemente, la mala campaña del Decano durante esa temporada lo condenó a descender al Torneo Regional Amateur.
Jugó también en Colón de San Justo.

## Clubes
| Club                    | País      | Año       |
| ----------------------- | --------- | --------- |
| Unión de Santa Fe       | Argentina | 2017-2018 |
| Atlético Paraná         | Argentina | 2018-2019 |
| Colón de San Justo      | Argentina | 2019      |
| El Expreso de El Trébol | Argentina | 2021-?    |

### Estadísticas
- Actualizado al 30 de junio de 2019

| Club                      | Div.                | Temporada           | Liga | Liga | Copa Nacional | Copa Nacional | Copa Internacional | Copa Internacional | Total | Total |
| Club                      | Div.                | Temporada           | PJ   | G    | PJ            | G             | PJ                 | G                  | PJ    | G     |
| ------------------------- | ------------------- | ------------------- | ---- | ---- | ------------- | ------------- | ------------------ | ------------------ | ----- | ----- |
| Atlético Paraná Argentina |                     |                     |      |      |               |               |                    |                    |       |       |
| 3.ª                       | 2018/19             | 12                  | 1    | 3    | 0             | -             | -                  | 15                 | 1     |       |
| Total                     | Total               | 12                  | 1    | 3    | 0             | -             | -                  | 15                 | 1     |       |
| Total en su carrera       | Total en su carrera | Total en su carrera | 12   | 1    | 3             | 0             | -                  | -                  | 15    | 1     |